# Élections fédérales suisses de 1955
Les élections fédérales suisses de 1955 se sont déroulées le 23 octobre 1955. Elles ont désigné la 35e législature depuis 1848. Le nombre de sièges resta inchangé à 196 au Conseil national et à 44 au Conseil des États. Les députés furent élus pour une durée de 4 ans.
Le PSS devient le premier parti de la 34e législature. Sa progression de 4 sièges s’exerce au détriment du PRD, des conservateurs-catholiques et des paysans, artisans et bourgeois et du PST qui perdent chacun un siège.
Au Conseil des États, sur 44 sièges, le PSS gagne là aussi siège, le Parti conservateur populaire en perdit un et les Radicaux restèrent stables avec 12 mandats. Le Parti des paysans, artisans et bourgeois resta stable lui aussi.

## Législature 1955-1959
| Parti | Parti                                    | Sigle | Tendance politique      | Sièges au CN | Sièges au CE |
| ----- | ---------------------------------------- | ----- | ----------------------- | ------------ | ------------ |
|       | Parti socialiste                         | PSS   | socialiste              | 53           | 5            |
|       | Parti radical-démocratique               | PRD   | radical                 | 50           | 12           |
|       | Parti conservateur populaire             | PCP   | conservateur            | 47           | 17           |
|       | Parti des paysans, artisans et bourgeois | PAB   | agrarien                | 22           | 3            |
|       | Alliance des indépendants                | AdI   | social-libéral          | 10           | -            |
|       | Parti libéral démocratique               | PLD   | libéral/conservateur    | 5            | 3            |
|       | Parti suisse du travail                  | PST   | communiste              | 4            | -            |
|       | Parti démocratique                       | DEM   | progressiste            | 4            | 2            |
|       | Parti chrétien-protestant                | PCP   | conservateur/protestant | 1            | -            |
|       | Autre                                    | Autre | Ind.                    | -            | 2            |